# Sudáfrica en los Juegos Paralímpicos de Toronto 1976
Sudáfrica estuvo representada en los Juegos Paralímpicos de Toronto 1976 por un total de 37 deportistas, 27 hombres y 10 mujeres.

## Medallistas
El equipo paralímpico sudafricano obtuvo las siguientes medallas:
| Nombre                         | Deporte            | Evento                              |
| ------------------------------ | ------------------ | ----------------------------------- |
| Oro                            |                    |                                     |
| B. Delport                     | Atletismo          | Jabalina de precisión 1C-5 femenino |
| L. Claasen                     | Atletismo          | Maza 1A-1B femenino                 |
| L. Claasen                     | Atletismo          | Peso 1A femenino                    |
| G. Cochius                     | Atletismo          | Maza 1B masculino                   |
| Margaret Harriman              | Bolos sobre hierba | Individual Wh femenino              |
| Margaret Harriman R. Alexander | Bolos sobre hierba | Dobles Wh femenino                  |
| Plata                          |                    |                                     |
| J. Josephs                     | Atletismo          | Jabalina 5 femenino                 |
| D. Hoddleston                  | Atletismo          | Jabalina de precisión D1 masculino  |
| L. Labuschagne                 | Atletismo          | Peso 3 masculino                    |
| D. Hoddleston                  | Bolos sobre hierba | Individual D1 masculino             |
| J. Crouse                      | Natación           | 25 m braza 2 masculino              |
| M. Vanderriet                  | Natación           | 25 m mariposa 4 masculino           |
| M. Vanderriet                  | Natación           | 150 m estilos 4 masculino           |
| D. Hoddleston                  | Tenis de mesa      | Individual D1 masculino             |
| R. Alexander                   | Tiro con arco      | Ronda novel clase abierta femenino  |
| Bronce                         |                    |                                     |
| J. Josephs                     | Atletismo          | Disco 5 femenino                    |
| M. Schaefer                    | Atletismo          | Eslalon 3 femenino                  |
| D. Hoddleston                  | Atletismo          | 100 m D1 masculino                  |
| D. Hoddleston                  | Atletismo          | Peso D1 masculino                   |
| W. Lerubo                      | Atletismo          | Jabalina C1 masculino               |
| N. Weber                       | Atletismo          | Peso 2 masculino                    |
| E. Englebrecht                 | Atletismo          | Pentatlón 5 masculino               |
| Margaret Harriman R. Alexander | Dartchery          | Dobles clase abierta femenino       |
| M. Schaefer                    | Natación           | 50 m espalda 3 femenino             |
| M. Vanderriet                  | Natación           | 50 m libre 4 masculino              |
| W. Kokott                      | Tiro con arco      | Ronda FITA clase abierta masculino  |